# Вечірні зорі (поїзд)
«Вечірні зорі» — фірмовий пасажирський потяг 1-го класу Південної залізниці категорії нічний експрес № 21/22 сполученням Харків — Трускавець Протяжність маршруту від Харкова до Трускавця складає 1286 км.

## Історія
З 15 вересня 2011 і до введення у травні 2012 року нового графіку руху швидкому поїзду № 115/116 Харків — Трускавець була скасована зупинка на станції Фастів I (Київська обл) при прямуванні в обидва напрямки. Крім того, але вже тимчасово, через ремонтні роботи на дільницях Дрогобич — Трускавець та Дрогобич — Стрий Львівської залізниці цьому поїзду змінювався маршрут руху. З 11 по 13 вересня, він прямував рейсом Харків — Дрогобич і прибував на наступний ранок о 05:37, і відповідно вирушав у зворотний рейс з 12 по 14 вересня із Дрогобича о 10:17. З Харкова вирушав з 2 по 5 і 7 жовтня прямував рейсом Харків — Стрий, куди прибував на наступний ранок о 05:03. Зворотно, з 3 по 6 та 8 жовтня поїзд вирушав рейсом із Стрия о 10:53.
До 27 травня 2012 року між Харковом та Трускавцем курсував нічний швидкий поїзд № 115/116, але саме з цього дня був скасований через збитковість. Поїзд прямував чере станції: Суми, Вінниця, Хмельницький, Тернопіль, Львів. Состав поїзда складався з 6 плацкартних вагонів та 5 купейних вагонів.
З 10 вересня 2020 року  відновлено курсування поїзда за маршрутом Харків — Трускавець, змінена нумерація на № 21/22, категорія в «Нічний експрес», а також нове забарвлення, яке у поїздах «Владислав Зубенко», «Мрія», «Оберіг» й «Микола Конарєв» (нині скасований), які були прискорені майже на 5 годин.

## Інформація про курсування
Поїзд курсує цілий рікрік, з Харкова на Західну Україну вирушає по непарних числах місяця, з Трускавця — по парних.
На маршруті руху поїзд зупиняється на 8 проміжних станціях.
| Розклад руху поїзда «Вечірні зорі» № 116/115 (до 27.05.2012) | Розклад руху поїзда «Вечірні зорі» № 116/115 (до 27.05.2012) | Розклад руху поїзда «Вечірні зорі» № 116/115 (до 27.05.2012) | Розклад руху поїзда «Вечірні зорі» № 116/115 (до 27.05.2012) | Розклад руху поїзда «Вечірні зорі» № 116/115 (до 27.05.2012) |
| Час прибуття                                                 | Час відправлення                                             | Станція                                                      | Час прибуття                                                 | Час відправлення                                             |
| ------------------------------------------------------------ | ------------------------------------------------------------ | ------------------------------------------------------------ | ------------------------------------------------------------ | ------------------------------------------------------------ |
| —                                                            | 07:11                                                        | Харків                                                       | 10:11                                                        | —                                                            |
| 06:19                                                        | —                                                            | Трускавець                                                   | —                                                            | 09:35                                                        |

| Розклад руху поїзда «Вечірні зорі» № 22/21 (з 10.09.2020) | Розклад руху поїзда «Вечірні зорі» № 22/21 (з 10.09.2020) | Розклад руху поїзда «Вечірні зорі» № 22/21 (з 10.09.2020) | Розклад руху поїзда «Вечірні зорі» № 22/21 (з 10.09.2020) | Розклад руху поїзда «Вечірні зорі» № 22/21 (з 10.09.2020) |
| Час прибуття                                              | Час відправлення                                          | Станція                                                   | Час прибуття                                              | Час відправлення                                          |
| --------------------------------------------------------- | --------------------------------------------------------- | --------------------------------------------------------- | --------------------------------------------------------- | --------------------------------------------------------- |
| —                                                         | 16:00                                                     | Харків                                                    | 20:13                                                     | —                                                         |
| 10:48                                                     | —                                                         | Трускавець                                                | —                                                         | 14:33                                                     |

Актуальний розклад руху вказано у розділі «Розклад руху призначених поїздів» на офіційному вебсайті «Укрзалізниці».
Вартість проїзду може змінюватися залежно від дня тижня. Варто зазначити, що на короткі відстані продаж може обмежуватися, але за добу до відправлення всі такі обмеження знімаються.

## Склад поїзда
В обігу один склад поїзда формування вагонного депо ПКВЧ-7 «Харків» Південної залізниці сполученням Харків — Трускавець.
Нумерація вагонів з Харкова — з південної сторони вокзалу, із Трускавця — з хвоста поїзда.
Зазвичай поїзд «Вечірні зорі» складається з 10 вагонів:
- 8 купейних
- 2 вагони класу «Люкс».

Схема поїзда може відрізнятися від наведеної в залежності від сезону (зима, літо). Точну схему на конкретну дату можна подивитися в розділі «On-line резервування та придбання квитків» на офіційному вебсайті «Укрзалізниці». Плацкартні вагони в цьому потязі не передбачені.
У вагоні № 3 є місця за ознакою «чоловіче/жіноче купе».
На початку кожного вагону виробництва Крюківського вагонобудівного заводу є рухомий рядок, де є можливість дізнатися поточний час, дату, напрямок руху, ознайомитися з рекламою. У вагонах поїзда оформлена інформація для пасажирів: розкладом руху та обходу начальника поїзда. Зверху над кожними вхідними дверима купе знаходиться «пульт пасажира» (пульт виробництва харківського заводу «Хартрон»), за допомогою якого можна виконувати такі функції:
- вмикати/вимикати світло: сильний (дві лампи), середній (одна лампа), слабкий (чергове освітлення);
- викликати провідника, не виходячи з купе;
- ставити двері на сигналізацію;
- індикатор зайнятості туалету.

У кожному купе в наявності розетка для підзарядки мобільних телефонів, ноутбуків та іншої портативної техніки. У вагонах встановлені кондиціонери в режимі клімат-контролю. Туалети в вагонах крюківського вагонобудівного заводу вакуумні, ними є можливість користуватися навіть під час стоянок на станціях.